# ジョン・マクラフリン (サッカー選手)
ジョン・マクラフリン（Jon McLaughlin 、1987年9月9日 - ）は、スコットランド・エディンバラ出身のプロサッカー選手。サッカースコットランド代表。レンジャーズFC所属。ポジションはGK。

## 経歴

### クラブ
ノンリーグのクラブでキャリアをスタート。2008年5月、ブラッドフォード・シティAFCと契約を結んだ。
2014年7月、バートン・アルビオンFCに移籍。
2017年8月、トライアル参加を経てハート・オブ・ミドロシアンFCと契約を結んだ。
2018年6月、EFLリーグ1のサンダーランドAFCに移籍。
2020年6月23日、レンジャーズFCに移籍。

### 代表
2018年3月、スコットランド代表初招集。2018年6月、フレンドリーマッチのメキシコ代表戦でスコットランド代表デビューを果たした。
2021年5月、UEFA EURO 2020参加メンバーに選出された。

## タイトル

### クラブ
バートン・アルビオン
- フットボールリーグ2: 2014–15[12]

レンジャーズ
- スコティッシュ・プレミアシップ: 2020-21[13]

### 個人
- フットボールリーグ1年間ベストイレブン: 2015-16[14]
- スコティッシュ・プレミアシップ年間ベストイレブン: 2017-18